# Нія
37°04′03″ пн. ш. 82°41′45″ сх. д. / 37.0676° пн. ш. 82.69578° сх. д.
Нія (уйгурська: نىيە‎ Нійә; китайська: 尼雅; піньїнь: Níyǎ) — місто в повіті Міньфен префектури Хотан Синьцзян-Уйгурського автономного району Китаю.
Це окружний центр округу Міньфен, тому його зазвичай називають Міньфен і позначають так на менш детальних картах. Стародавнє місто Нія було розташоване за 115 км на північ від сучасної Нії.

## Інтернет-ресурси
- A brief description of the site of ancient Niya
- Archaeological GIS and Oasis Geography in the Tarim Basin
- News article on Niya finds